# Anopheles multicinctus
Anopheles multicinctus este o specie de țânțari din genul Anopheles, descrisă de Edwards în anul 1930.
Este endemică în Kenya. Conform Catalogue of Life specia Anopheles multicinctus nu are subspecii cunoscute.